# Ñuñoa
Ñuñoa is een gemeente in de Chileense provincie Santiago in de regio Región Metropolitana. Ñuñoa telde 208.237 inwoners in 2017.
- Library of Congress Control Number: n84088284
- MusicBrainz: b6d1d17c-dde1-488b-b3f1-fe795d7ec071
- Nationale Bibliotheek van Israël: 987007564664905171
- Virtual International Authority File: 124383985
- WorldCat: E39PBJyrY87fjxVGWWq7Wp3hHC